# Sân bay quốc tế Los Cabos
Sân bay quốc tế Los Cabos (IATA: SJD, ICAO: MMSD) là sân bay quan trọng thứ 6 ở México, tọa lạc tại San José del Cabo, Baja California Sur, México. Sân bay này phục vụ khu vực Los Cabos: San José del Cabo và Cabo San Lucas. Sân bay có 3 nhà ga và 4 hành lang.
Năm 2007, sân bay này phục vụ 2.901.200 lượt khách, tăng 6,6% so với năm 2006. Đây là sân bay quan trọng nhất bang Baja California Sur, xếp thứ 8 trong các sân bay Mêhicô về lượng khách.

## Các nhà ga, các hãng hàng không và tuyến điểm
Hiện có các hãng hàng không sau đang hoạt động tại sân bay này:

### Nhà ga 1
Nhà ga 1 có 6 cửa: 1 - 6
- Aeroméxico (Mexico City, San Diego)
  - Aeroméxico Connect (Monterrey, Hermosillo)
- Air Canada (Toronto-Pearson, Vancouver) [theo mùa]
- Aladia (Mexico City, Monterrey, Puebla)
- American Airlines (Chicago-O'Hare, Dallas/Fort Worth, Los Angeles)
- Continental Airlines (Houston-Intercontinental, Newark)
  - Continental Express được cung ứng bởi ExpressJet Airlines (Houston-Intercontinental)
- Magnicharters (Mexico City, Monterrey)
- Mexicana (Las Vegas, Los Angeles, Mazatlán, Mexico City, Sacramento)
  - Click Mexicana (Guadalajara, Mexico City)
- Interjet (Guadalajara, Toluca)
- Skyservice (Toronto-Pearson)
- US Airways (Phoenix)
  - US Airways Express được cung ứng bởi Mesa Airlines (Las Vegas, Phoenix, San Diego)
- USA3000 Airlines (Chicago-O´Hare [theo mùa], Detroit)
- Viva Aerobus (Monterrey) [bẳt đầu ngày 3 tháng 8]
- Volaris (Tijuana, Toluca)
- WestJet (Calgary, Edmonton, Vancouver) [theo mùa]

### Nhà ga 2
Nhà ga 2 dành cho hàng không tổng hợp và máy bay tư nhân, có 14 cửa: 7 - 20

### Nhà ga 3
Nhà ga 3 chỉ phục vụ các tuyến quốc tế với 4 cửa: 21 - 24
- Alaska Airlines (Los Angeles, Portland (OR), San Diego, San Francisco, Seattle/Tacoma)
- Delta Air Lines (Atlanta, New York-JFK, Salt Lake City)
  - Delta Connection được cung ứng bởi SkyWest (Salt Lake City)
- Frontier Airlines (Denver)
  - Frontier Airlines được cung ứng bởi Recông Airlines (Denver)
- Northwest Airlines (Detroit, Minneapolis/St. Paul) [theo mùa]
- United Airlines (Chicago-O'Hare, Denver)
  - Ted được cung ứng bởi United Airlines (Denver, Los Angeles [begins September 2], San Francisco)

### Nhà ga 4
Nhà ga 4 đang được xây dựng, khi hoàn thành sẽ có 10 cửa từ: 25 - 34.